# یتسه پلات
یتسه پلات (هلندی: Jetze Plat؛ زادهٔ ۱۰ ژوئن ۱۹۹۱) ورزشکار ورزش سه‌گانه اهل هلند است.
وی در مسابقات کشوری و بین‌المللی در مجموع برندهٔ ۱ مدال طلا، ۱ مدال برنز شده‌است.